# 에일즈베리베일

에일즈베리베일의 위치

에일즈베리베일(영어: Aylesbury Vale)은 잉글랜드 버킹엄셔주에 위치한 비도시 자치구로 중심 도시는 에일즈베리이며 인구는 184,560명(2014년 기준), 면적은 902.75km2이다.